# Ридово
Ридово (болг. Ридово) — село в Болгарии. Находится в Кырджалийской области, входит в общину Кырджали. Население составляет 21 человек.

## Политическая ситуация
В местном кметстве Дыждовница, в состав которого входит Ридово, должность кмета (старосты) исполняет Гюлхаят Ариф Халил (Движение за права и свободы (ДПС)) по результатам выборов правления кметства.
Кмет (мэр) общины Кырджали — Хасан Азис (Движение за права и свободы (ДПС)) по результатам выборов в правление общины.